# موتور سید رضا سجادی
موتور سید رضا سجادی یک منطقهٔ مسکونی در ایران است که در دهستان جلگه چاه هاشم واقع شده‌است.